# Partido San Miguel
San Miguel ist ein Partido im Norden der Provinz Buenos Aires in Argentinien. Der Verwaltungssitz ist die Stadt San Miguel, in der auch ein großer Teil der Einwohner lebt. Laut einer Schätzung von 2019 hat der Partido 301.740 Einwohner auf 80 km².

## Orte
San Miguel ist in vier Ortschaften und Städte, sogenannte Localidades, unterteilt.
- Bella Vista
- Campo de Mayo
- Muñiz
- San Miguel (Verwaltungssitz)